# Ligamentum ceratocricoideus lateralis

A gége szalagjai

A ligamentum ceratocricoideus lateralis egy apró (kb. 1 cm hosszú) szalag, mely a pajzsporc (cartilago thyroidea) alsó szarva vége és a gyűrűporc (cartilago cricoidea) postero-lateralis része között található. Két darab van belőle. A párja ligamentum ceratocricoideus posterior és a ligamentum ceratocricoideus anterior.